# Віланова-д'Алколеа
Віланова-д'Алколеа, Вільянуева-де-Альколеа (валенс. Vilanova d'Alcolea (офіційна назва), ісп. Villanueva de Alcolea) — муніципалітет в Іспанії, у складі автономної спільноти Валенсія, у провінції Кастельйон. Населення — 698 осіб (2010).

## Географія
Муніципалітет розташований на відстані близько 320 км на схід від Мадрида, 28 км на північ від міста Кастельйон-де-ла-Плана.
На території муніципалітету розташовані такі населені пункти: (дані про населення за 2010 рік)
- Мас-де-Калаф: 1 особа
- Віланова-д'Алколеа: 695 осіб
- Паскуалетс: 2 особи

## Посилання

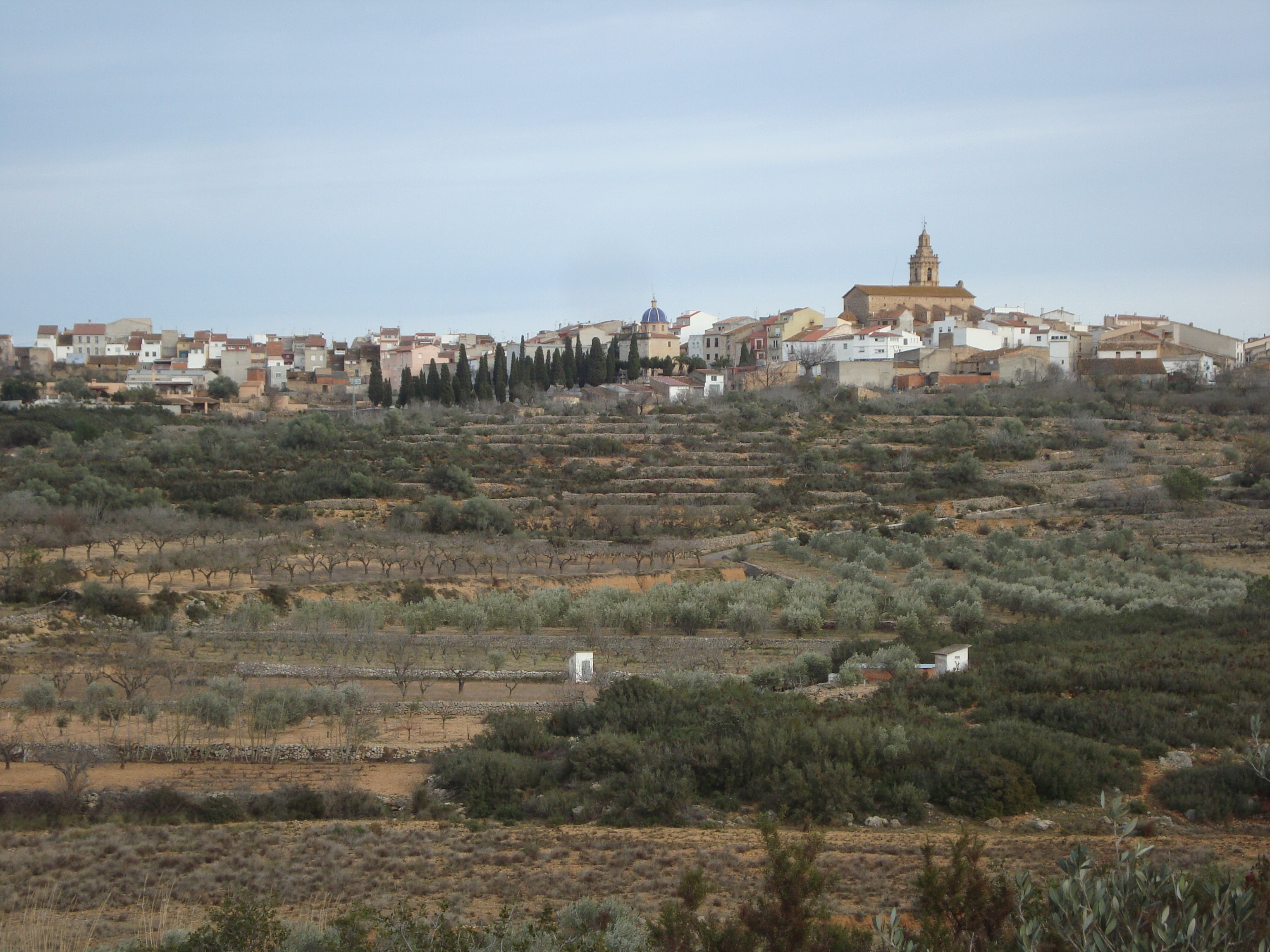
Vilanova d'Alcolea

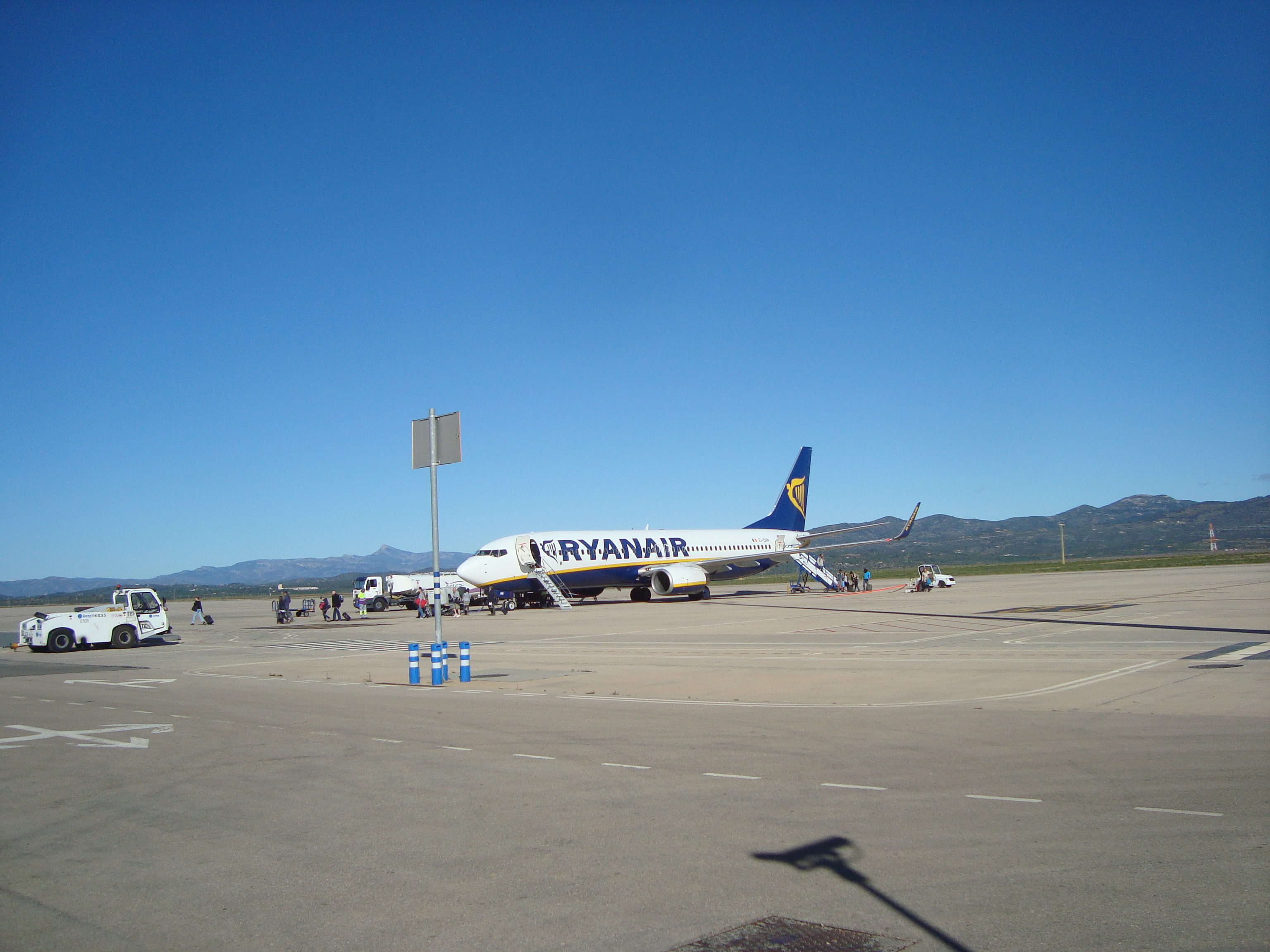
Aeropuerto de Castellón-Costa Azahar (Vilanova D'Alcolea)

## Демографія

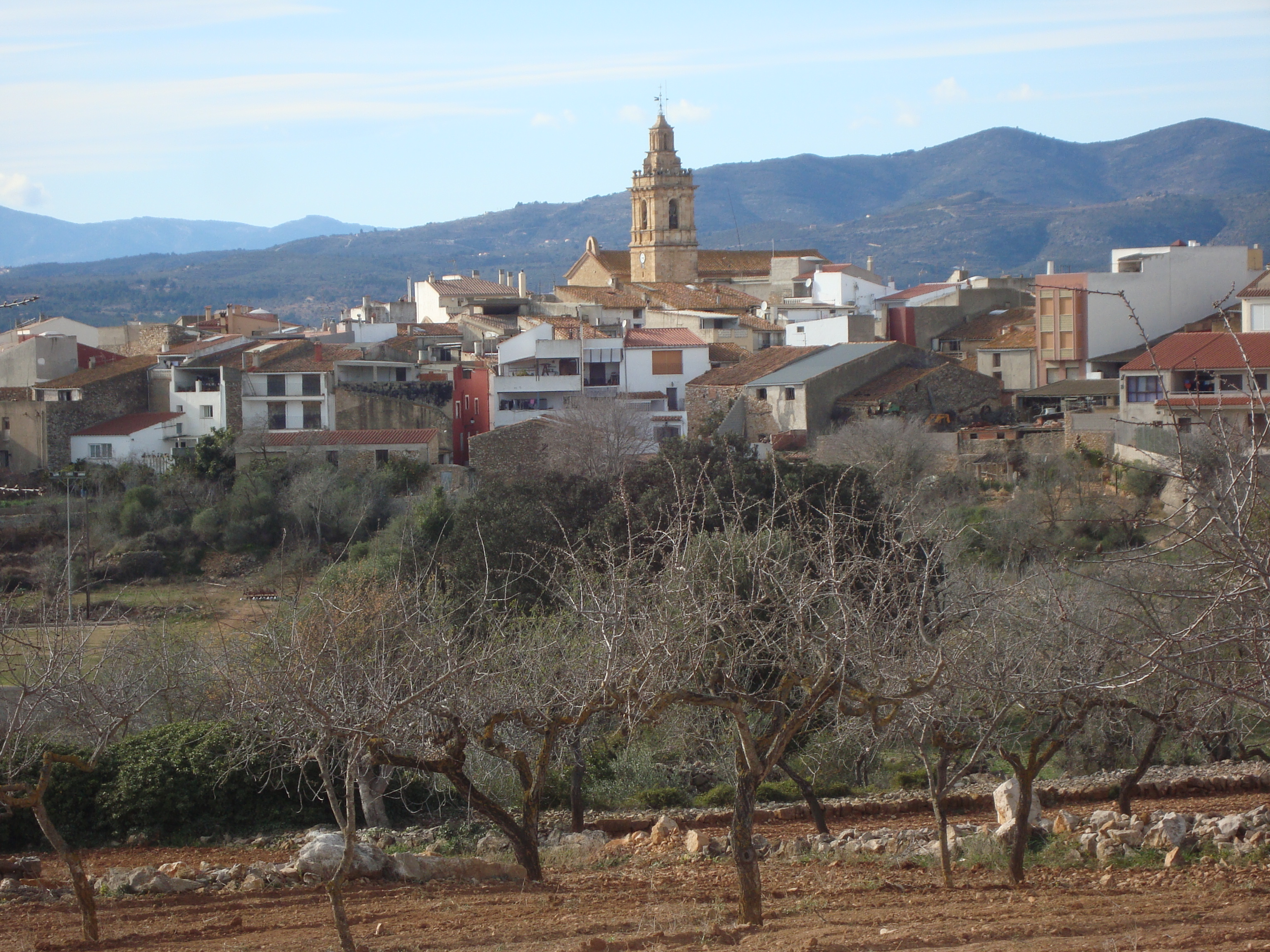
Vilanova d'Alcolea

Динаміка населення (INE ):